# Elizaveta Šabanova
Elizaveta Sergeevna Šabanova (in russo Елизавета Сергеевна Шабанова?; 7 dicembre 1997) è una cestista russa.

## Carriera
Con la Russia ha disputato i Campionati europei del 2021.